# Lemme de Kronecker
Le lemme de Kronecker est un résultat d'analyse concernant les séries de nombres réels.
Enoncé — 
Si {\displaystyle u_{n}} est le terme général d'une série convergente, et si {\displaystyle (b_{n})_{n}} est une suite croissante de réels positifs divergeant vers l'infini, alors :
Sa forme la plus connue, utilisée en particulier en probabilités dans une preuve classique de la loi des grands nombres, est la suivante :
Si la série de terme général {\displaystyle {\frac {x_{n}}{n}}} converge alors {\displaystyle {\frac {1}{n}}\sum _{k=1}^{n}x_{k}} tend vers 0 lorsque n tend vers l'infini.

## Preuve
Notons {\displaystyle s_{n}:=\sum _{k=n}^{\infty }u_{k}} et {\displaystyle b_{0}:=0}. Une transformation d'Abel donne :
Comme la suite {\displaystyle (s_{n})_{n}} tend vers 0, le second terme tend vers 0, et le premier aussi d'après le lemme de Cesàro généralisé.